# 幸川町
幸川町（こうがわちょう）は、愛知県名古屋市千種区の地名。現行行政地名は幸川町1丁目から幸川町3丁目。住居表示未実施。

## 地理
名古屋市千種区南部に位置する。東は不老町、西は川崎町、南は宮東町・昭和区、北は鏡池通に接する。

## 歴史

### 沿革
- 1942年（昭和17年）11月27日 - 千種区田代町・広路町の各一部により同区幸川町として成立[1]。
- 1943年（昭和18年） - 性高院が大須南寺町より当地に移転[8]。
- 1945年（昭和20年）9月20日 - 田代町・広路町の各一部を編入する[1]。
- 1963年（昭和38年） - 名古屋大学教育学部附属高等学校が東区東芳野町より移転[8]。
- 1964年（昭和39年） - 名古屋大学教育学部附属中学校が東区東芳野町より移転[8]。

## 世帯数と人口
2019年（平成31年）1月1日現在の世帯数と人口は以下の通りである。
| 町丁   | 世帯数  | 人口  |
| ------ | ------- | ----- |
| 幸川町 | 249世帯 | 470人 |

### 人口の変遷
国勢調査による人口の推移
| 1950年（昭和25年） | 39人  | [ 9 ]  |  |
| 1955年（昭和30年） | 263人 | [ 9 ]  |  |
| 1960年（昭和35年） | 418人 | [ 10 ] |  |
| 1965年（昭和40年） | 504人 | [ 10 ] |  |
| 1970年（昭和45年） | 576人 | [ 11 ] |  |
| 1975年（昭和50年） | 496人 | [ 11 ] |  |
| 1980年（昭和55年） | 507人 | [ 12 ] |  |
| 1985年（昭和60年） | 507人 | [ 12 ] |  |
| 1990年（平成2年）  | 538人 | [ 13 ] |  |
| 1995年（平成7年）  | 612人 | [ 14 ] |  |
| 2000年（平成12年） | 623人 | [ 15 ] |  |
| 2005年（平成17年） | 598人 | [ 16 ] |  |
| 2010年（平成22年） | 642人 | [ 17 ] |  |

## 学区
市立小・中学校に通う場合、学校等は以下の通りとなる。また、公立高等学校に通う場合、学区は以下の通りとなる。
| 番・番地等 | 小学校               | 中学校               | 高等学校 |
| ---------- | -------------------- | -------------------- | -------- |
| 全域       | 名古屋市立見付小学校 | 名古屋市立城山中学校 | 尾張学区 |

## 施設
- 名古屋大学[7]
- 鏡ヶ池[7]
- 名古屋大学教育学部附属中学校・高等学校[7]
- 浄土宗性高院[7]

## その他

### 日本郵便
- 郵便番号 : 464-0815[4]（集配局：千種郵便局[20]）。